# 使命召唤：突击队
《使命召唤：突击队》是由The Blast Furnace 制作，美国动视发行的战术射击游戏。该游戏于2013年9月5日在iOS上发布，2013年10月24日在Google Play商店推出。
本作没有多人模式。

## 玩法
玩家可以选择从第一人称视角切换到高空无人机视角。使用无人机视角时，玩家可以在空中指挥小队行动。该模式引入了战略玩法，同时增强了定位和地图感知的策略。游戏利用手机上可用的触摸屏，允许玩家在屏幕上通过简单的手势来控制他们的小队。屏幕的左右两侧有虚拟模拟摇杆，用于在游玩第一人称视角时移动。此外，可通过屏幕底部的小箭头来快速瞄准，用于在目标之间切换。点击其中一个箭头时，会将瞄准线带到最近的目标。

### 游戏模式
本作除了战役外，还有生存模式，竞时模式和占领模式。与前作不同的是，本作没有加入多人模式。
- 生存模式：此模式类似于《使命召唤：现代战争3》中的协作模式。玩家要在地图上与无限的AI敌人进行战斗，随着波数的提升，难度也会随之变大。玩家可在完成一波后使用提供的奖励购买武器、弹药或护甲。
- 竞时模式：此模式在2013年11月21日免费更新，所有地图都可用。玩家在与敌人作战的同时还要注意时间，杀死敌人会奖励更多时间，本模式的目标是赚取时间时尽可能长地存活。
- 占领模式：于2013年12月19日免费提供给所有iOS玩家。目标是在一定时间内占领并守住地图上的三个点，同时阻挡敌军袭击。玩家存活的时间越长，敌人尝试强行夺回点时，就会变得越致命。

## 剧情
2020年，由于核心之日在2018年挑起了中美争端，世界超级大国之间的紧张局势加剧。同时在当年的美国总统大选中，原属众议院议长和民主党的博斯沃思总统（President Bosworth）赢得了选举。
10月22日，一个位于阿拉斯加的冷战时期的洲际弹道导弹发射井被未知叛乱分子占领，联合特种作战司令部与俄罗斯特种部队展开联合行动以保护导弹发射井，并阻止叛乱分子发射导弹，之后行动小组发现无法阻止导弹发射，于是将导弹瞄准为发射基地顶部。
10月24日，美国国家安全局发现叛乱分子的目标不是对美国本土发射大规模杀伤性武器，而是为了窃取国防高级研究计划局的数据，然后出售给军火商菲利克斯·卡普兰（Felix Kaplan）。联合特种作战司令部前往阿富汗的帕克蒂卡省阻止交易并展开抓捕行动，最终成功抓获菲利克斯·卡普兰。
11月2日，美方审讯菲利克斯·卡普兰后得知，数据被走私到香港。中国国家安全部也证实这一消息，指出反共组织与“核心之日”之间的网络流量大幅上升。而后，联合特种作战司令部空降至香港九龙的深水埗区以摧毁包含该数据的服务器，解放军则提供武装监视和空中支援。最后，一架VTOL战机将队员成功接走。一名核心之日成员看着VTOL战机飞走，并联系了劳尔·梅南德斯。梅南德斯说他们已经点燃了火势，很快他们就会感受到火焰，并提到他计划发起第二次冷战。

## 武器

### 突击步枪
- M8A1
- AP-96
- 25式（Type 25）

### 冲锋枪
- PDW-57
- Vector K10
- Skorpion EVO

### 狙击步枪
- Ballista
- SVU-AS
- XPR-50

### 轻机枪
- LSAT
- HAMR
- QBB LSW

### 霰弹枪
- KSG
- M1216
- SS-23K

### 手枪
- 贝瑞塔23R（Beretta 23R）

### 特别武器
- 防暴盾牌
- RPG-7

## 评价
Metacritic統計的媒體匯總分为71/100。Game Informer的评分为5/10，而IGN的评分为6/10。